# Home-Start International
Home-Start International er en verdensomspændende organisation, der tilbyder venskabelig kontakt, støtte og praktisk hjælp til småbørnsfamilier under pres.
Familierne skal have mindst ét barn under skolealderen for at modtage hjælpen, der gives af frivillige familievenner. 
Alle familievenner gennemgår et grundigt forberedelseskursus inden de kommer ud til en familie første gang. 
Organisationen blev oprettet i 1973 af socialrådgiveren Magaret Harrison i Leicester, England, og har i dag, 2022, afdelinger i 22 lande. 
HOME-START Familiekontakt Danmark har hovedsæde i Odense med Sisi Ploug Pedersen som generalsekretær. 
I Danmark er der 16 lokalafdelinger i 17 kommuner. Startet i Danmark i 2005. 
Alle lokalafdelinger har mindst en lønnet koordinator ansat, der sammen med lokalbestyrelsen leder afdelingen.